# 강다빈
강다빈(1992년 2월 14일 ~ )은 대한민국의 배우이자 모델이다.

## 학력
- 전통예술고등학교 음악연극과[1]
- 서경대학교 모델연기학과

## 출연작

### TV 드라마
- 2005년 KBS2 성장드라마 《반올림 #2》 - 어린 백진우 역[2]
- 2013년 JTBC 월화드라마 《그녀의 신화》 - 박종민 역
- 2014년 OCN 일요드라마 《신의 퀴즈 4》 9화 - 피아니스트의 연인 역[3]
- 2014년 KBS2 수목드라마 《아이언맨》 - 수재 역
- 2017년 KBS2 주말연속극 《아버지가 이상해》 - 진성준 역
- 2017년 KBS2 TV소설 《꽃 피어라 달순아!》 - 서현도 역
- 2023년 KBS1 일일드라마 《우당탕탕 패밀리》 - 유은혁 역

## 수상
- 2006년 오션스카이모델상
- 2012년 슈퍼모델 선발대회 투어2000상